# 18e division de réserve (Empire allemand)
Pour les articles homonymes, voir 18e division d'infanterie.
La 18e division de réserve est une unité de l'armée allemande qui participe à la Première Guerre mondiale. Initialement chargée de la défense du littoral, la 18e division de réserve est transférée dans l'Oise en septembre 1914, puis occupe des positions défensives la vallée de l'Arve, puis en Artois. En 1916, la division est engagée dans la bataille de la Somme, puis en 1917 lors de la bataille de Passchendaele. En 1918, la division occupe des secteurs calmes, au cours de l'été et de l'automne elle est engagée dans des combats défensifs. Après la signature de l'armistice, la division est transférée en Allemagne et dissoute au cours de l'année 1919.

## Première Guerre mondiale

### Composition

#### Mobilisation en 1914 - 1916
- 34e brigade d'infanterie de réserve

31e régiment d'infanterie de réserve
90e régiment d'infanterie de réserve
- 35e brigade d'infanterie de réserve:: 84e régiment d'infanterie de réserve

86e régiment d'infanterie de réserve
- 9e bataillon de jäger de réserve
- 7e régiment de hussards de réserve
- 18e régiment d'artillerie de campagne de réserve (6 batteries en 1914, 8 batteries en 1915 et 10 batteries en 1916)
- 1re et 2e compagnie de réserve du 9e bataillon de pionniers

#### 1917
- 35e brigade d'infanterie de réserve

31e régiment d'infanterie de réserve
84e régiment d'infanterie de réserve
86e régiment d'infanterie de réserve
- 3 escadrons du 6e régiment de hussards de réserve
- 112e commandement divisionnaire d'artillerie

18e régiment d'artillerie de campagne de réserve
- 318e bataillon de pionniers

#### 1918
- 35e brigade d'infanterie de réserve

31e régiment d'infanterie de réserve
84e régiment d'infanterie de réserve
86e régiment d'infanterie de réserve
- 2 escadrons du 16e régiment de hussards
- 112e commandement divisionnaire d'artillerie

18e régiment d'artillerie de campagne de réserve
126e bataillon d'artillerie à pied
- 318e bataillon de pionniers

### Historique
Au déclenchement de la Première Guerre mondiale, la 18e division de réserve forme avec la 17e division de réserve le 9e corps de réserve.

#### 1914
- 2 - 21 août : stationnée le long de la cote du Schleswig-Holstein.
- 22 août - 9 septembre : transport par V.F. en Belgique et progresse rapidement.

25 août : prise et pillage de Louvain.
1er septembre : capture de Hamme.
4 septembre : prise de Termonde avec de forts dommages sur la cité.
- 9 - 12 septembre : concentration de la division et transport par route de Valenciennes et de Tournai vers la zone de l'Oise.
- 13 - 30 septembre : mouvement de Chauny vers Noyon. Du 15 au 21 septembre, combats entre Carlepont et Lassigny.
- 1er octobre - 15 novembre : organisation et occupation d'un secteur dans la vallée de l'Avre. Les 2 et 3 octobre, combats dans la région de Roye, autour de Laucourt. Début novembre, la ligne de front est allongée de l'Avre jusqu'à Beuvraignes.
- 16 novembre 1914 - 23 octobre 1915 : mouvement de rocade, occupation d'un secteur entre Les Loges et le bois de Lassigny, sans engagements sérieux durant cette période. En mars 1915, le 90e régiment d'infanterie de réserve est transféré à la 54e division d'infanterie.

#### 1915
- 23 octobre - 13 juillet 1916 : retrait du front, transport par V.F. en Artois. Organisation et occupation d'un secteur dans la région de Givenchy-en-Gohelle, de nombreuses actions locales.

#### 1916
- 13 - 28 juillet : retrait du front, repos.
- 28 juillet - 15 août : engagée dans la bataille de la Somme dans le secteur de Pozières avec de nombreuses actions locales très meurtrières.
- 15 - 31 août : retrait du front, réorganisation dans la région de Valenciennes.
- 1er - 30 septembre : mouvement vers le front et occupation d'un secteur au nord-est de Lens, vers Pont-à-Vendin.
- 1er - 16 octobre : mouvement de rocade vers la Somme. De nouveau engagée dans la bataille de la Somme, combats dans le secteur de Combles, Morval, Sailly-Saillisel.
- 16 - 23 octobre : retrait du front, transport par V.F. en Belgique, repos.
- 23 octobre 1916 - 31 mars 1917 : mouvement vers le front, occupation d'un secteur du front dans la région d'Ypres vers Pilkerm.

#### 1917
- 1er - 15 avril : retrait du front, transport par V.F. et concentration de la division dans la région de Vitry-en-Artois. À partir du 9 avril, engagée dans la bataille d'Arras au sud-est d'Arras vers Héninel, violents combats. La division déplore la perte de 500 hommes faits prisonniers.
- 15 avril - 1er juin : mouvement de rocade, organisation et occupation d'un secteur du front vers Chérisy et Guémappe au sud-est d'Arras.
- 2 - 16 juin : retrait du front, repos.
- 16 juin - 8 août : transférée dans les Flandres, stationnement en arrière de Messines. À partir du 3 juillet, en ligne dans le secteur à l'ouest de Houthem, pertes importantes au cours de nombreuses actions locales.
- 8 - 16 août : retrait du front, repos dans la région de Cambrai.
- 16 août - 15 octobre : mouvement vers le front, occupation d'un secteur du front vers Quéant.
- 15 octobre 1917 - 6 janvier 1918 : mouvement dans les Flandres, engagée dans la bataille de Passchendaele le long de la ligne de chemin de fer entre Ypres et Ménin, à partir du 28 octobre. Organisation et occupation des nouvelles positions vers Gheluvelt. Le 6 janvier 1918, la division est relevée par la 214e division d'infanterie.

#### 1918
- 6 janvier - 18 février : stationnement dans la région de Menin, repos et instruction à la guerre de mouvement.
- 18 février - 31 mars : relève de la 214e division d'infanterie et occupation d'un secteur du front vers Gheluvelt, relevée par la 7e division de réserve.
- 1er - 9 avril : repos.
- 9 - 18 avril : mouvement vers le front, renforcement de la ligne de front vers Locon.
- 19 avril - 14 mai : retrait du front, repos dans la région de Sainghin-en-Mélantois au sud-est de Lille.
- 14 mai - 18 juin : relève la 25e division d'infanterie dans le secteur de Locon. Le 18 juin, la division est retirée du front par l'extension de la ligne de front des divisions voisines.
- 18 juin - 14 juillet : retrait du front, repos dans la région de Gondecourt.
- 14 juillet - 3 septembre : relève de la 1re division de réserve de la Garde dans le secteur de Givenchy-en-Gohelle.
- 3 - 29 septembre : retrait du front, repos dans la région de Denain.
- 29 septembre - 11 novembre : mouvement vers le front, occupation d'un secteur vers Proville et Rumilly-en-Cambrésis. Au fur et à mesure de la progression et de la pression des troupes alliées, la division se replie. Après la signature de l'armistice, la division est transférée en Allemagne et dissoute au cours de l'année 1919.

## Chefs de corps
| Grade                  | Nom                    | Date                                |
| ---------------------- | ---------------------- | ----------------------------------- |
| General der Infanterie | Karl Gronen (de)       | 2 août - 6 octobre 1914             |
| Generalmajor           | Leo Sontag             | 7 octobre 1914 - 22 février 1915    |
| Generalleutnant        | Richard Wellmann       | 23 février 1915 - 30 septembre 1916 |
| Generalmajor           | Theodor von Wundt (de) | 1er octobre 1916 - 25 août 1917     |
| Generalleutnant        | Paul Winiker (de)      | 26 août - 26 décembre 1917          |
| Generalmajor           | Ernst von Wrisberg     | 27 décembre 1917 - 8 mai 1919       |